# Serrat de la Socarrada
El Serrat de la Socarrada és una serra situada al municipi de les Avellanes i Santa Linya a la comarca de la Noguera, amb una elevació màxima de 1.221 metres.